# Lacuna Coil (альбом)
Lacuna Coil — мини-альбом итальянской готик-метал-группы Lacuna Coil, выпущенный 7 апреля 1998 года лейблом Century Media. Композиция «Falling» была впоследствии перезаписана и включена в альбом In a Reverie под названием «Falling Again».

## Список композиций
1. «No Need to Explain» — 3:37
2. «The Secret…» — 4:16
3. «This is my Dream» — 4:06
4. «Soul into Hades» — 4:52
5. «Falling» — 5:39
6. «Un Fantasma Tra Noi (A Ghost Between Us)» — 5:22

## Участники записи
- Женский вокал: Кристина Скаббия
- Мужской вокал: Андреа Ферро
- Гитарист: Раффаэле Дзагария
- Гитарист: Клаудио Лео
- Бас-гитарист: Марко Коти Дзелати
- Ударник: Леонардо Форти
- Клавишник: Вальдемар Сорыхта